# Carl Orff-Preis
Der Carl Orff-Preis ist ein deutscher Musikpreis, der an das künstlerische und musikpädagogische Schaffen des Komponisten Carl Orff (1894–1982) erinnern soll. Er wird seit 2009 in unregelmäßigen Abständen vergeben.

## Beschreibung
Der Musikpreis wird von der Carl-Orff-Stiftung in Dießen am Ammersee vergeben, deren Errichtung Carl Orff testamentarisch verfügt hatte. Der Preis wurde nach einem Beschluss des Kuratoriums und Vorstands der Stiftung im Dezember 2008 ins Leben gerufen. Es werden Persönlichkeiten und Institutionen mit dem Carl Orff-Preis geehrt, die sich „in außergewöhnlicher und Maßstäbe setzender Weise um Carl Orff und sein Lebenswerk verdient gemacht haben“.
Der erste Preisträger war im Jahr 2009 der Philologe und Musikhistoriker Werner Thomas (1910–2011), ein langjähriger Freund Orffs, der für seine lebenslange Auseinandersetzung mit dessen Werk geehrt wurde. Ihm folgte 2012 John Dew, der Intendant des Staatstheaters Darmstadt. Im Jahr 2013 wurden Heiner Goebbels (Intendant), Peter Rundel (Dirigent) und Lemi Ponifasio (Regisseur) für ihre Inszenierung von Orffs Oper Prometheus bei der Ruhrtriennale 2012 geehrt. Mit der Freien Grundschule Clara Schumann in Leipzig erhielt 2015 erstmals keine Person, sondern eine Institution den Carl Orff-Preis. Christian von Gehren, der langjährige Dirigent der Carl Orff-Festspiele Andechs, erhielt die Auszeichnung im Jahr 2016.
Die Dotierung des Preises stieg von anfangs 10.000 Euro auf 20.000 Euro im Jahr 2016. Die Preisverleihung findet jeweils an dem Ort statt, an dem die Preisträger tätig sind.

## Preisträger
- 2009: Werner Thomas
- 2012: John Dew
- 2013: Heiner Goebbels, Peter Rundel und Lemi Ponifasio
- 2015: Freie Grundschule Clara Schumann in Leipzig
- 2016: Christian von Gehren